# Puuk (Peukan Baro)
Puuk is een bestuurslaag in het regentschap Pidie van de provincie Atjeh, Indonesië. Puuk telt 183 inwoners (volkstelling 2010).